# Compsibidion megarthron
Compsibidion megarthron är en skalbaggsart som först beskrevs av Martins 1962.  Compsibidion megarthron ingår i släktet Compsibidion och familjen långhorningar. Inga underarter finns listade i Catalogue of Life.